# مشوار الونش (مسلسل)
مشوار الونش هو مسلسل مصري من إخراج إسماعيل فاروق وبطولة محمد رجب، محمود عبد المغني، ميمي جمال، منة فضالي، ميرهان حسين وإيهاب فهمي، يتكون المسلسل من 45 حلقة ومن المقرر عرضه على شبكة تليفزيون الحياة في 4 ديسمبر 2022.

## قصة المسلسل
تدور الأحداث من خلال أبطال العمل الرئيسيين حسن وكاميليا، فهما زوجين غير متوافقين، حسن رجل الأعمال العصامي، الذى يعمل في مجال الأدوات الصحية، بدأ من بداية السلم دون مساعدة من أحد، حاصل على دبلوم صنايع، بينما زوجته كاميليا طبيبة التجميل الجميلة والشهيرة، التى تنتقد أفعاله وطريقة كلامه وملابسه، وتشعر أنها كانت تستحق زوجًا أفضل منه.
تبين الأحداث أن "كاميليا" اضطرت للزواج من "حسن" لأنه أنقذها من حالة الفقر التى عاشتها، حيث أن والدها يعمل لديه، بينما كانت هى لا تزال طالبة بكلية الطب، ساعدها حسن في مصاريف تعليمها، وكان هو وسيلتها للانتقال لمستوى مادى أفضل، ومرت بهما الحياة وصارت بينهما طفلة، بل وأصبحت العلاقة بينهما متأرجحة في أوقات يسود بينهما الرضا والحب والسكينة، وفى أوقات أخرى تدب بينهما المشاكل والشك.